# Drawa Nationalpark
Drawa Nationalpark (polsk: Drawieński Park Narodowy) ligger i det nordvestlige Polen ved grænsen til voivodskaberne Storpolen, Lubusz og Vestpommern Parken er en del af den store Drawskoskoven (Puszcza Drawska), der ligger på den store Drawskoslette. Det har sit navn fra floden Drawa. Nationalparken blev oprettet i 1990 og dækkede oprindeligt 86,91 km². Senere blev den udvidet til 113,42 km² heraf udgør 96,14  km² skove (3,68 km² er udpeget som et strengt beskyttet område), og vandområder dækker 9.37 km².

## Geologi
Over 80 procent af arealet er dækket af skove - den store og monumentale Drawaskov, der strækker sig fra Drawa Søområdet til Noteć-floden. Skaoven består hovedsageligt af bøg og fyrretræer.
Der er maleriske og dybe dale langs floderne Drawa og Plociczna samt adskillige vandkanaler, søer og tørvemoser. Nogle steder kan højden variere med 30 meter inden for 500 meter. Den højeste bakke (106 moh.) ligger i nærheden af Martewsøen i den nordlige del af parken. Jorden i parken er a hovedsageligt af sandjord.

## Beskyttelsesbehov
En af hovedårsagerne til oprettelsen af parken var behovet for at beskytte værdifulde områder langs floderne Drawa og Plocziczna. Drawa skaber interessante dale og huler og 40 km af floden ligger inden for parkens område. Floden løber ganske hurtigt, så den minder om bjergfloder. Drawa kajakruten er en af de mest maleriske i Polen. Søer inkluderer den meromiktiske sø Czarne (3.7 km²).

### Flora
Floraen i Drawski Nationalpark omfatter flere interessante arter, blandt dem 210 svampearter og egetræer der er op til 400 år gamle. De ældste træer er strengt beskyttet i Radecin Preserve. Træer der er ældre end 81 år dækker 40% af det skovklædte område i parken.

### Fauna
Der er 129 fuglearter, 40 arter af pattedyr, 7 arter af krybdyr og 13 arter af padder. Den gode vandkvalitet i søer og floder giver gode levevilkår for for forskellige fiskearter.
Rådyr, hjortevildt og vildsvin er meget almindelige i nationalparken. Parken er også vært for høje populationer af odder og bæver . Lejlighedsvis findes elg og ulv i parken.
Da området tidligere lå på grænsen mellem Polen og Vorpommern (senere Preussen), blev det betragtet som uegnet til menneskelig bosættelse, og først fra det 17. århundrede er der blevet ryddet i skovene til bosættelse.
Parken krydses af fire attraktive turiststier, både til fods og kajak. Der er campingpladser og inden for en vis afstand hoteller. Antallet af besøgende turister er steget år for år.
Parken har sit hovedkvarter i byen Drawno, i Choszczno Choszczeński.